# 巴尔达拉查斯
巴尔达拉查斯，是西班牙卡斯蒂利亚-拉曼恰瓜达拉哈拉省的一个市镇。总面积10平方公里，总人口28人（2001年），人口密度3人/平方公里。